# Zsira
Zsira è un comune di 761 abitanti situato nella contea di Győr-Moson-Sopron, nell'Ungheria nordoccidentale.